# Портрет однорукого художника Мартина Рейкарта
«Портрет однорукого художника Мартина Рейкарта - портрет пензля фламандського художника Антоніса ван Дейка.

## Опис твору
Мартин Рейкарт народився в місті Антверпен і походив з родини художника. Художниками були батько, Девід Рейкарт старший (1560 – 1607), старший брат Девід Рейкарт молодший (1586 – 1642) і рідний дядько. 
Мартин Рейкарт (1587 – 1631), другий син в родині, мав фізичну ваду, він народився із одною правою рукою. Це, однак, не завадило малювати і опанувати художнє ремесло. За переказами, молодий художник навіть відвідав далеку Італію, де удосконалював власне ремесло. Документальних підтверджень подорожі до Італії, однак, не знайдено. Як художник Мартин Рейкарт  зосередився на створенні краєвидів і фантазійних пейзажів. 
За переказами, він приятелював із художником Антонісом ван Дейком, котрий і створив портрет однорукого художника. Ван Дейк подав  Мартина Рейкарта в кріслі і в халаті, підбитого хутром. Розкута поза Мартина приховує відсутність лівої руки, і необізнаний глядач може не розпізнати фізичну ваду. Синій капелюх і червоний одяг - найяскравіші деталі портрету. Гравер Якоб Нефс створив гравюру з портрету пензля Антоніса ван Дейка, котра призначалась для серії відомих художників Фландрії ван Дейка з назвою «Іконографія».